# خيسوس فازكيز ألكالد
خيسوس فازكيز ألكالد (مواليد 2 يناير 2003) هو لاعب كرة قدم إسباني يلعب في مركز الظهير الأيسر في نادي فالنسيا.

## روابط خارجية
- خيسوس فازكيز ألكالد على موقع الاتحاد الأوربي (الإنجليزية)
- خيسوس فازكيز ألكالد على موقع قاعدة بيانات كرة القدم.إي يو (الإنجليزية)
- خيسوس فازكيز ألكالد على موقع Soccerway.com (الإنجليزية)